# Herb Łęknicy
Herb Łęknicy – jeden z symboli miasta Łęknica w postaci herbu.

## Wygląd i symbolika
Herb przedstawia na tarczy dwudzielnej w słup, w polu prawym czerwonym pół orła białego z koroną, dziobem i szponem złotej (żółtej) barwy; w polu lewym zielonym słup graniczny biało-czerwony stojący na brunatnej ziemi. Poniżej błękitna barwa wody z białymi falami. Powyżej tarczy na białym tle umieszczony napis „ŁĘKNICA”.
Herb nawiązuje do nadgranicznego położenia miasta oraz jego obecnej przynależności państwowej.